# Psychoda contortula
Psychoda contortula är en tvåvingeart som beskrevs av Satchell 1955. Psychoda contortula ingår i släktet Psychoda och familjen fjärilsmyggor. Inga underarter finns listade i Catalogue of Life.